# Crepidium kinabaluense
Crepidium kinabaluense är en orkidéart som först beskrevs av Robert Allen Rolfe, och fick sitt nu gällande namn av Dariusz Lucjan Szlachetko. Crepidium kinabaluense ingår i släktet Crepidium, och familjen orkidéer. Inga underarter finns listade i Catalogue of Life.